# Wadowice
Wadovice je město v Polsku v Malopolském vojvodství, sídlo okresu Wadowice. Leží přibližně 40 kilometrů jihozápadně od Krakova v Malých Beskydech na řece Skawě. V roce 2024 zde žilo 17 196 obyvatel.

## Historie
První osídlení na území tohoto města je známo z přelomu 10. a 11. století n.l. 12. prosince 1914 zde byli popraveni první čechoslovenští legionáři, kteří se dostali do rakousko-uherského zajetí, Josef Müller a Antonín Grmela. 

## Osobnosti

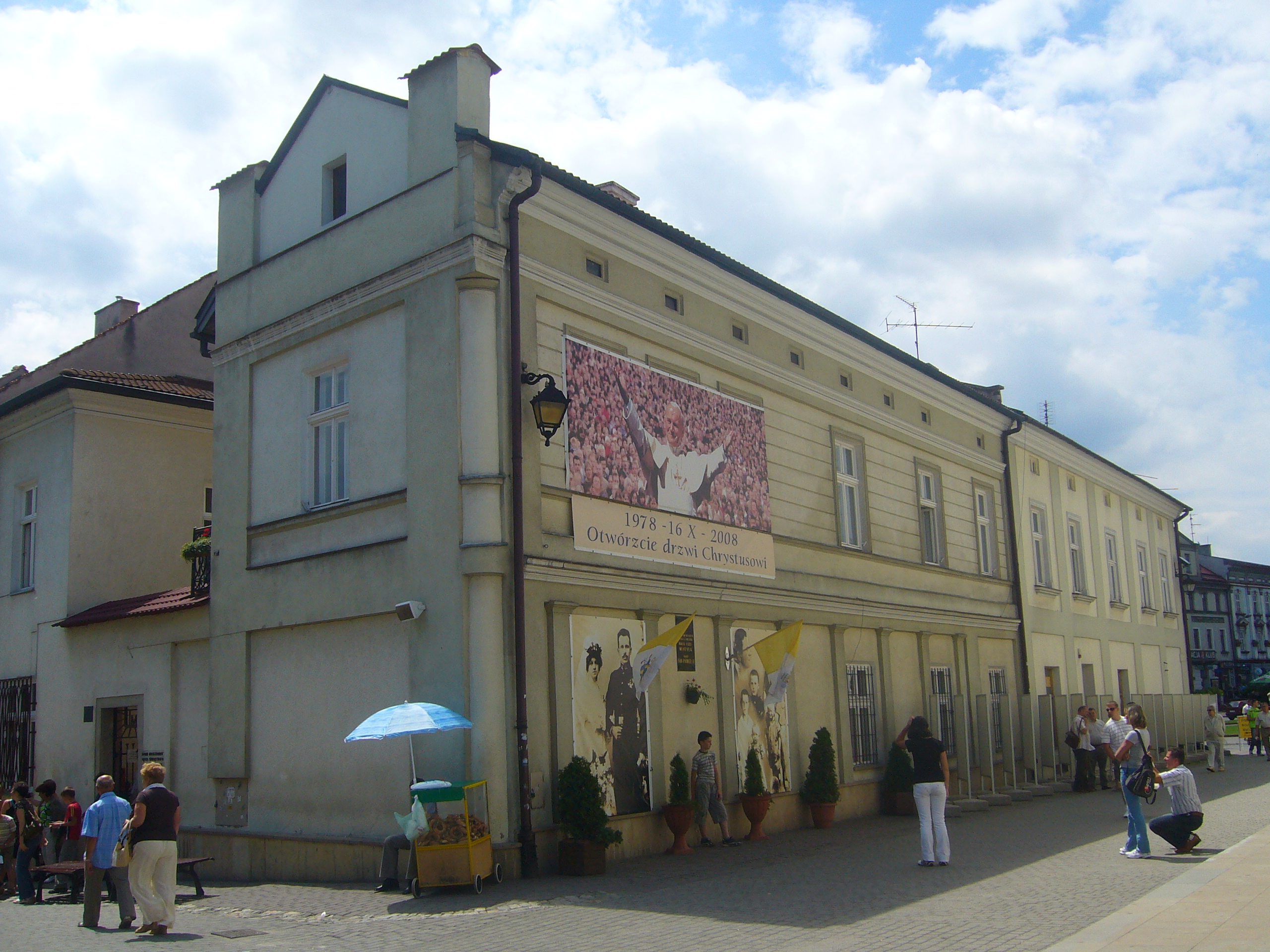
Rodný dům Jana Pavla II.

Město je známé především tím, že se zde v roce 1920 narodil Karol Wojtyla, který byl papežem pod jménem Jan Pavel II. v letech 1978–2005. Mezi nejslavnější osobnosti patří dále:
- Marcin Wadowita (1567–1641) – teolog a filozof
- sv. Rafał Kalinowski (1835–1907) – zakladatel místní vysoké školy, kostela, kláštera
- Emil Lask (1875–1915) – filozof
- Godwin von Brumowski (1889–1936) – nejúspěšnější letecké eso první světové války v Rakousku-Uhersku.

## Partnerská města
- Assisi, Itálie
- Canale d’Agordo, Itálie
- Carpineto Romano, Itálie
- Chicago Heights, Illinois, USA
- Kecskemét, Maďarsko
- Marktl, Německo
- Pietrelcina, Itálie
- San Giovanni Rotondo, Itálie
- Sona, Itálie